# 包海明
包海明（?—?），蒙古族，蒙古名苍都尔，籍贯不详。蒙古军将领，中华民国大陆时期蒙疆联合自治政府军事人物。

## 生平
包海明1904年和李友同等人被送到日本留学，后来毕业于日本陆军士官学校。1932年秋，日本人在兴安南警备军所在地钱家店成立了少年队（这是军官学校的前身） ，包海明任该队队长。后来，他任蒙古军第九师师长，该师由蒙古军警卫师（师长雄努敦都布）改编而来。
1943年6月1日，蒙古总军军官学校在厚和市成立，校址设在厚和市小校场。首期学员包括现役青年士官，以及蒙古军幼年学校毕业生。该校历任校长为脑门达赖（汉名高庆春）、乌云飞、包海明。1945年日本投降后，该军校被国军收编，改属第十二战区暂编骑兵第二集团军，更名为“骑兵第二集团军军官训练所”，包海明任所长。